# Forteresse de Maglaj
La forteresse de Maglaj se trouve en Bosnie-Herzégovine, sur le territoire de la ville de Maglaj et dans la municipalité de Maglaj. Elle remonte au Moyen Âge et à la période ottomane et est inscrite sur la liste des monuments nationaux de Bosnie-Herzégovine.

## Description

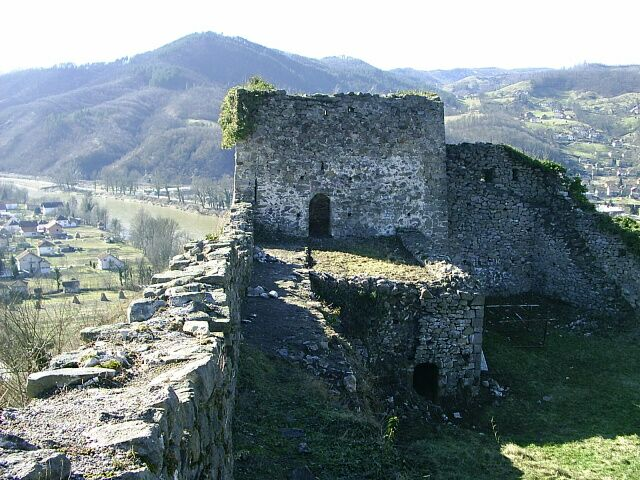
Autre vue de la forteresse